# Zbrojownia w Siġġiewi
Zbrojownia (malt. L-Armerija), znana również jako Old Fortified House (pol. Stary ufortyfikowany budynek, malt. Id-Dar il-Fortifikata l-Antika) – zabytkowy budynek w Siġġiewi na Malcie, który pierwotnie służył jako siedziba miejscowego kapitana (przywódcy), a także jako arsenał, gdzie przechowywano broń lokalnej milicji. Ostatni wielki mistrz zakonu joannitów gościł w budynku u kapitana podczas lokalnego święta.
Po odejściu Zakonu budynek był wtórnie adaptowany zgodnie z aktualnymi wymogami miejscowości lub starosty, ale utracił swoje pierwotne przeznaczenie. Był używany jako lokalna tymczasowa szkoła, będąc jednym z pierwszych budynków edukacji publicznej, zanim został opuszczony. Znajduje się pod adresem 127 Triq il-Kbira (dawniej Royal Street) i jest historycznym punktem orientacyjnym.

## Historia
Zbrojownia została celowo zbudowana jako posterunek obronny dla mieszkańców miejscowości Siġġiewi. Budynek był używany jako kordegarda i rezydencja kapitana lub porucznika dystryktu. Był on odpowiedzialny za ludzi do obrony, pomagali mu wyszkoleni lokalni mieszkańcy. Zbrojownia była wyposażona w broń i inne przedmioty do obrony; była ona rozprowadzana przez dowódcę, i używana przez niego i wybranych wieśniaków w razie potrzeby. Zazwyczaj użycie broni miało miejsce, gdy doszło do ataków z pobliskich miejscowości Qormi i Żurrieq, które znajdują się blisko morza.
Wielki mistrz Ferdinand von Hompesch zu Bolheim został powitany w zbrojowni podczas jego wizyty na miejscowym święcie Siġġiewi w 1797 roku.
W pewnym czasie budynek służył również jako szkoła podstawowa.

## Architektura

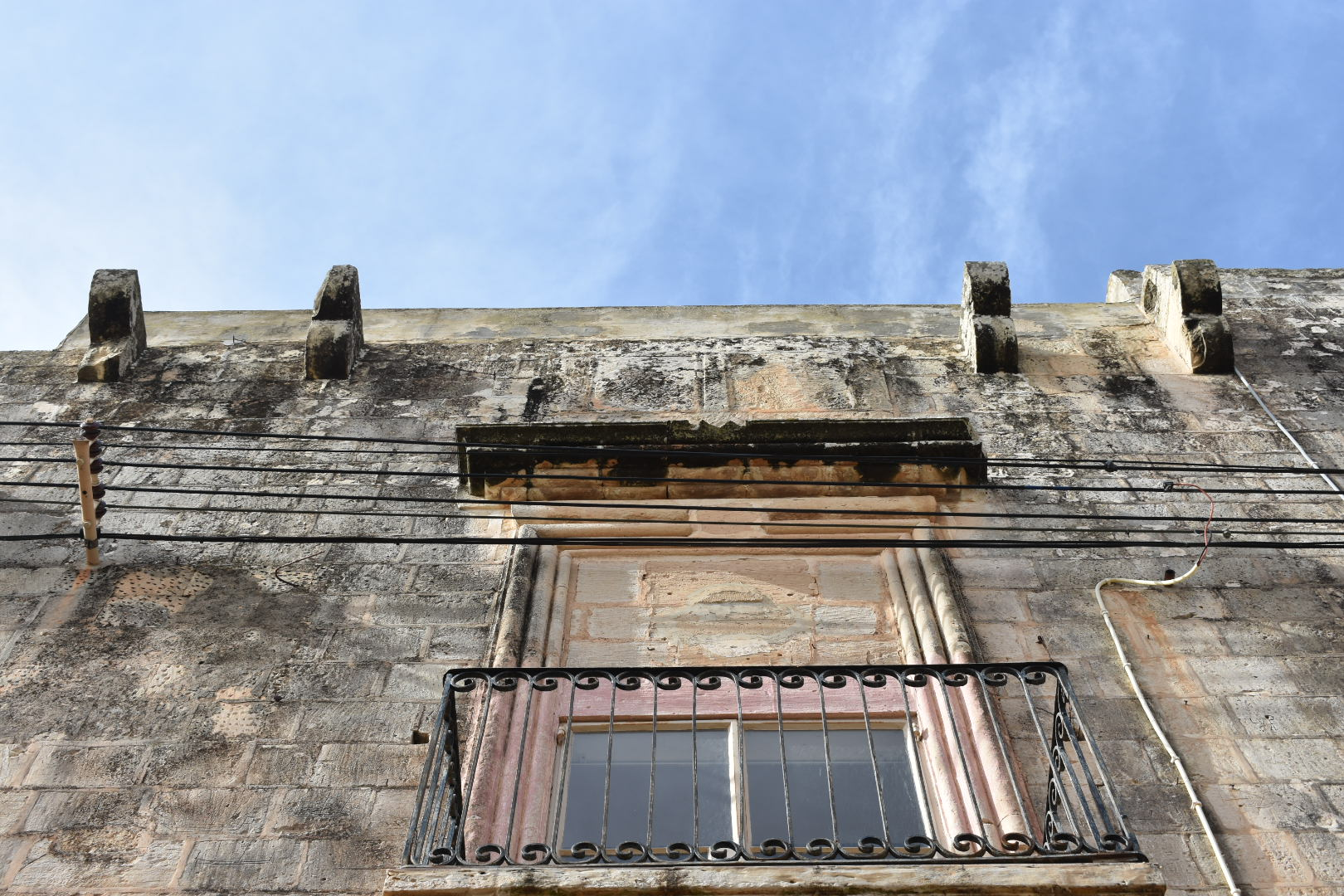
Pozostałości machikuł

Do parteru zbrojowni przylegają przypory, budynek ma jedno piętro wyżej. Pośrodku znajduje się łukowate wejście, nad którym znajduje się okrągły oculus umieszczony między wspornikami podtrzymującymi otwarty balkon. Ten ostatni flankują otwory łucznicze. Uzupełnieniem ufortyfikowanej budowli są trzy machikuły, z których pozostały tylko wsporniki i mniejsze części. Budynek ma symetryczny kształt, okna są otoczone tradycyjnymi listwami okiennymi.

## Ochrona dziedzictwa kulturowego
Budynek jest zabytkiem II stopnia, 28 grudnia 2012 roku został również wpisany na listę National Inventory of the Cultural Property of the Maltese Islands (NICPMI) pod numerem 01232.